# Planche des Belles Filles
Die Planche des Belles Filles (deutsch Planke der schönen Mädchen) ist ein 1148 m hoher, bewaldeter Berg in Frankreich. Er liegt in den Vogesen im Département Haute-Saône, auf dem Gebiet der Gemeinde Plancher-les-Mines; die Grenze zum Territoire de Belfort verläuft östlich des Gipfels.

## Namensherkunft
Einer Legende zufolge stammt der Name des Berges aus der Zeit des Dreißigjährigen Krieges. Die Mädchen und jungen Frauen von Plancher-les Mines flohen in die Berge, um sich vor den grausamen schwedischen Söldnern in Sicherheit zu bringen. Sie wurden von den Schweden eingeholt und befürchteten, geschändet und massakriert zu werden. Daher zogen sie es vor, Selbstmord zu begehen und sprangen von einer Planke in einen weit unter ihnen liegenden Teich. Eine Statue aus Holz, geschaffen von einem lokalen Künstler, erinnert an die Legende.

## Sport

### Wintersport
Beim Gipfel befindet sich das einzige Wintersportgebiet des Départements Haute-Saône. Es umfasst drei Skilifte auf einer Höhe von 950 bis 1148 Metern, die vier Pisten mit mittlerem und höherem Schwierigkeitsgrad erschließen. Verschiedene Wanderwege führen zum Ballon d’Alsace sowie nach Lepuix, Auxelles-Haut, Giromagny und Plancher-les-Mines. Hinzu kommt ein Bergrestaurant.

### Radsport
Schon seit den 1990er Jahren war die Planche des Belles Filles das Ziel von Les Trois Ballons, einem Amateur-Radrennen von über 200 Kilometern Länge. 1999 beherbergte sie mit der Tour de Franche-Comté erstmals die Zielankunft eines Profi-Rennens. Auch weniger berühmte Profi-Rennen wie die Tour Alsace führen des Öfteren auf die Planche des Belles Filles.

#### Tour de France
2012 wurde der Anstieg zur Planche des Belles Filles zum ersten Mal in die Tour de France aufgenommen. Zu jenem Zeitpunkt war der Berg durch die Straße D16e erschlossen, die an der Skistation auf 1035 m endete, etwa 100 Höhenmeter unterhalb des Gipfels. Zum Gipfel selbst führte nur eine steile und grobe Forstpiste. Im Herbst 2018 wurde jene Piste in Vorbereitung der Tour de France 2019 zu einem breiten Schotterweg ausgebaut. Dies traf auf großen Unmut von Naturschützern, da der Ausbau ohne große Absprache vorgenommen und dabei mitten im Naturschutzgebiet eine bitumenhaltige Tragschicht verbaut wurde. Der Protest gipfelte in einem Brandanschlag auf Baufahrzeuge. Zur Unterscheidung verwenden die Organisatoren auch die Bezeichnung La Super Planche des Belles Filles, allerdings nicht durchgehend, z. B. wurde die Ankunft 2019 am Gipfel ohne das zusätzliche Attribut verwendet.

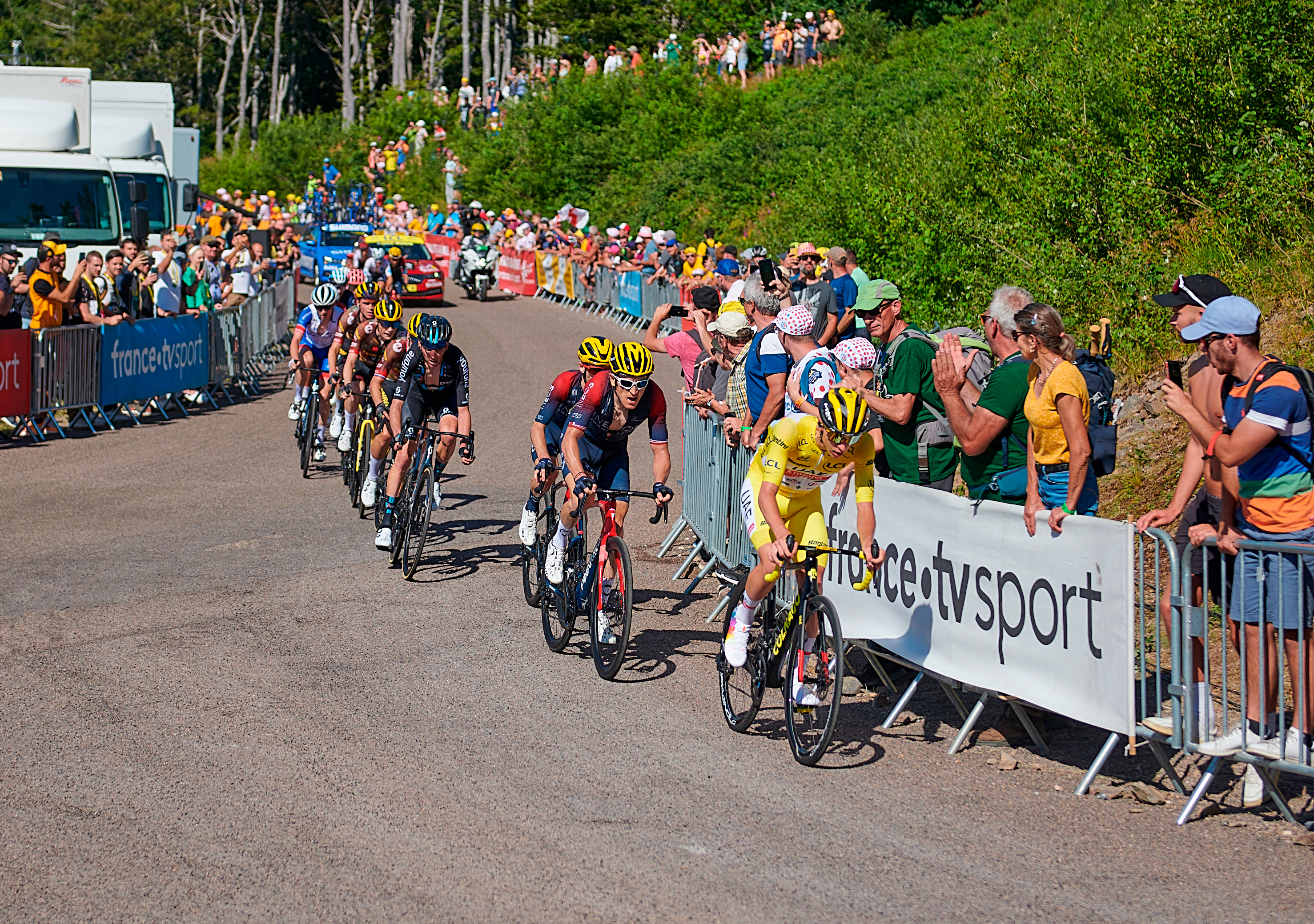
Die Verfolgergruppe um Tadej Pogačar (Gelbes Trikot) etwa 900 Meter vor dem Etappenziel La Super Planche des Belles Filles 2022

Die Planche des Belles Filles hat sich innerhalb eines Jahrzehnts zu einem der bekanntesten Berge der Tour entwickelt. Premieren-Sieger auf der 7. Etappe 2012 war Chris Froome, der damals noch ein Helfer des späteren Tour-Siegers Bradley Wiggins war. Zwei Jahre später kehrte die Tour auf der 10. Etappe zu dem Anstieg zurück, wo Vincenzo Nibali seinerseits auf dem Weg zum Tour-Sieg die Etappe gewann. Mit Fabio Aru gewann bei der 5. Etappe 2017 ein weiterer Italiener. 2019 wurde erstmals die neue Piste zum Gipfel benutzt; Dylan Teuns gewann die 6. Etappe aus der Ausreißergruppe vor Giulio Ciccone, der das Gelbe Trikot übernahm. Tour-Geschichte ereignete sich 2020, als das Abschlusszeitfahren der 20. Etappe von Lure zur Skistation der Planche führte: Tadej Pogačar entriss seinem Landsmann Primož Roglič noch die Gesamtführung und gewann seine erste Tour de France. Auch 2022 stand der Anstieg auf der 7. Etappe am 8. Juli 2022 im Programm der Tour de France, wobei erneut der Weg zum Gipfel befahren wurde, nun erstmals als La Super Planche des Belles Filles bezeichnet. Sieger am 8. Juli 2022 wurde Tadej Pogačar.
| Jahr | Etappe     | Bergwertung  | Zielankunft      | Fahrer          |
| ---- | ---------- | ------------ | ---------------- | --------------- |
| 2012 | 07. Etappe | 1. Kategorie | Skistation       | Chris Froome    |
| 2014 | 10. Etappe | 1. Kategorie | Skistation       | Vincenzo Nibali |
| 2017 | 05. Etappe | 1. Kategorie | Skistation       | Fabio Aru       |
| 2019 | 06. Etappe | 1. Kategorie | Gipfel           | Dylan Teuns     |
| 2020 | 20. Etappe | 1. Kategorie | Skistation (EZF) | Tadej Pogačar   |
| 2022 | 07. Etappe | 1. Kategorie | Gipfel           | Tadej Pogačar   |

#### Tour de France Femmes
An der Planche des Belles Filles endete auch die letzte Etappe der ersten Tour de France Femmes am 31. Juli desselben Jahres. Die Etappe gewann Gesamtsiegerin Annemiek van Vleuten, die am Fuß des Schlussanstiegs attackiert hatte, vor der Gewinnerin der Bergwertung Demi Vollering.
| Jahr | Etappe     | Bergwertung  | Zielankunft | Fahrerin             |
| ---- | ---------- | ------------ | ----------- | -------------------- |
| 2022 | 08. Etappe | 1. Kategorie | Gipfel      | Annemiek van Vleuten |

#### Tourismus
Durch die Tour de France hat insbesondere der Radtourismus zugenommen. In Plancher-les-Mines selbst gibt es zwar keine Hotels, jedoch berichten die Restaurants und Einzelhändler der Gegend, dass sie in der Saison einen merklichen Zuwachs an Kunden und Umsatz gewonnen haben.